# Körnige Maulbeerschnecke
Die Körnige Maulbeerschnecke oder Schwarze Maulbeerschnecke (Tenguella granulata, alternativ Morula granulata) ist eine Schnecke aus der Familie der Stachelschnecken, die im Indopazifik verbreitet ist und sich von Schnecken und Muscheln ernährt.

## Merkmale
Das kegelförmige, längliche und kompakte Gehäuse der Körnigen Maulbeerschnecke, das bei ausgewachsenen Schnecken eine Länge von etwa 1,8 bis 3 cm erreicht, weist keinerlei Varicen auf. Es ist mit spiralig verlaufenden Reihen stumpfer Knoten und dazwischen verlaufenden Schnüren skulpturiert. Der Körperumgang weist 6 Reihen von Knötchen auf. Die äußere Lippe der Gehäusemündung ist mit 4 bis 5 Zähnchen besetzt. Die Grundfarbe des Gehäuses ist weiß, die Knoten darauf dunkelbraun bis schwarz, das Innere der Gehäusemündung schwärzlich, die Spindel und die innere Lippe weiß.

## Verbreitung und Lebensraum
Die Körnige Maulbeerschnecke ist im Indopazifik von der ostafrikanischen und der südafrikanischen Küste KwaZulu-Natals, Mosambiks, Tansanias und Kenias über Aldabra, Chagos, Madagaskar und die Maskarenen ostwärts bis nach Australien (Northern Territory, Queensland, Western Australia) verbreitet, wo sie auf felsigen Untergründen in der Gezeitenzone zu finden ist.

## Ernährung
Die Körnige Maulbeerschnecke frisst vor allem Muscheln und pflanzenfressende Schnecken, in deren Schale sie – ähnlich anderen Stachelschnecken – mithilfe ihrer Radula Löcher bohrt. Zu ihren Beutetieren gehören Schnecken der Gattungen Cerithium, Rissoina, Heliacus und Bittium sowie Muscheln der Gattung Hormomya.

## Fressfeinde und Schutz
Die kompakte Gehäuseform mit dichten Umgängen und einer starken Skulpturierung sowie die enge Gehäusemündung mit ihrer gezähnten äußeren Lippe bieten Schutz gegen Fressfeinde wie Fische und Krebse, die Molluskenschalen knacken. Trotzdem wird sie unter anderem von Raubschnecken wie dem mit Giftzähnen bewaffneten Nussatellakegel (Conus nussatella) erbeutet.

## Gefährdung
Weibchen der Körnigen Maulbeerschnecke werden durch Imposex auf Grund der Gewässerbelastung mit Tributylzinn-Verbindungen geschädigt, einer Komponente von Schutzlack an Booten.